# Emily Chebet Muge
Emily Chebet Muge (* 18. Februar 1986 in Bomet) ist eine kenianische Langstreckenläuferin.
2005 wurde sie Zweite bei der Corrida de São João. Bei den Afrikameisterschaften 2006 gewann sie die Bronzemedaille über 10.000 Meter. Im Jahr darauf wurde sie Zweite beim Crescent City Classic und Neunte über 10.000 Meter bei den Weltmeisterschaften in Osaka.
Bei den Crosslauf-Weltmeisterschaften 2010 in Bydgoszcz gewann sie in einem Sprintduell Gold mit einer Sekunde Vorsprung auf ihre Landsfrau Linet Chepkwemoi Masai. Im Juni stellte sie beim Freihofer’s Run for Women über 5 km mit 15:12 min einen Streckenrekord auf und wurde Zweite beim New York Mini 10K, und im Oktober siegte sie beim 15-km-Lauf des Istanbul-Marathons.
2011 wurde sie Sechste beim Prag-Halbmarathon und Zweite beim Tilburg Ladies Run, 2012 Vierte bei den World’s Best 10K.
Bei den Weltmeisterschaften 2013 in Moskau wurde sie in neuer persönlicher Bestzeit von 30:47,02 min Vierte über 10.000 Meter und verpasste eine Medaille nur um vier Hundertstelsekunden.
Bei den Afrikameisterschaften 2014 in Marrakesch gewann sie die Silbermedaille im 10.000-Meter-Lauf.
2015 wurde sie wegen Dopings für vier Jahre gesperrt.

## Persönliche Bestzeiten
- 3000 m: 8:53,46 min, 1. Juli 2005, Paris
- 10.000 m: 30:47,02 min, 11. August 2013, Moskau
- 10-km-Straßenlauf: 31:13 min, 12. Juni 2010, New York City
- 15-km-Straßenlauf: 48:46 min, 17. Oktober 2010, Istanbul
- Halbmarathon: 1:12:00 h, 2. April 2011, Prag